# Marseillan (Gers)
Marseillan is een gemeente in het Franse departement Gers (regio Occitanie) en telt 87 inwoners (2009). De plaats maakt deel uit van het arrondissement Mirande.

## Geografie
De oppervlakte van Marseillan bedraagt 4,3 km², de bevolkingsdichtheid is dus 20,2 inwoners per km².
De onderstaande kaart toont de ligging van Marseillan (Gers) met de belangrijkste infrastructuur en aangrenzende gemeenten.

## Demografie
Onderstaande figuur toont het verloop van het inwonertal (bron: INSEE-tellingen).